# Nikola Moro
Nikola Moro  (Split, 12. ožujka 1998.) hrvatski je nogometaš koji igra na poziciji defenzivnog veznog. Trenutačno igra za Bolognu.

## Klupska karijera

### Dinamo Zagreb
Svoju nogometnu karijeru započeo je u Solinu kao šestogodišnjak. S jedanaest godina preselio se u Zagreb te je prešao u akademiju Dinama.
Za Dinamo Zagreb II, drugu momčad Dinama, debitirao je 29. kolovoza 2015. u utakmici 2. HNL protiv Zadra koja je završila bez golova.
Za prvu momčad Dinama debitirao je 22. rujna 2015. u utakmici Hrvatskog nogometnog kupa protiv Oštrca iz Zlatara koji je poražen 1:7. U UEFA Ligi prvaka debitirao je 7. prosinca protiv Juventusa od kojeg je Dinamo izgubio 2:0.
Svoj prvi gol za Dinamo Zagreb II postigao je 11. rujna 2016. u utakmici 2. HNL u kojoj je Rudeš poražen 3:2.
Svoj prvi gol za prvu momčad Dinama postigao je 25. travnja 2017. u ligaškoj utakmici protiv Slaven Belupa od kojeg je Dinamo izgubio 2:1. U UEFA Europskoj ligi debitirao je 14. veljače 2019. kada je Dinamo izgubio 2:1 od Viktorije Plzeň.

### Dinamo Moskva
Dana 17. kolovoza 2020. Moro je potpisao petogodišnji ugovor s moskovskim Dinamom. Dinamo je za taj transfer dobio 8,5 milijuna eura. Za novi klub debitirao je dva dana kasnije u utakmici Premijer lige protiv Rostova kojeg je moskovski Dinamo dobio 2:0. Svoj prvi gol za Dinamo Moskvu postigao je 18. listopada u ligaškoj utakmici u kojoj je CSKA Moskva pobijedila Dinamo Moskvu 3:1. U Ruskom nogometnom kupu debitirao je 20. veljače 2021. kada je Spartak Moskva poražena 2:0. Svoj prvi gol u tom natjecanju postigao je 26. listopada kada je Orenburg poražen 0:3.

### Bologna (posudba)
Dana 29. kolovoza 2022. Dinamo Moskva posudila je Moru talijanskom prvoligašu Bologni do kraja sezone uz mogućnost otkupa. Za Bolognu je debitirao 4. rujna u ligaškoj utakmici sa Spezijom koja je završila 2:2. U kupu je debitirao 20. listopada kada je Bologna s minimalnih 1:0 pobijedila Cagliari. Svoj prvi klupski pogodak postigao je 2. travnja kada je također asistirao u ligaškom susretu protiv Udinesea koji je završio 3:0.

### Bologna
Bologna je otkupila Moru od Dinama Moskve 2. srpnja 2023.

## Reprezentativna karijera
Tijekom svoje omladinske karijere nastupao je za sve selekcije Hrvatske od 14 do 21 godine osim za selekciju do 20 godina.
Nastupao je na Europskom prvenstvu do 17 godina održanog 2015. Bio je neuspješan prilikom raspucavanja penala na utakmici osmine finala protiv Belgije od koje je Hrvatska izgubila 3:5 na penale koji su izvedeni nakon što je regularni dio utakmice završio 1:1. U utakmici doigravanja za plasman na Svjetsko prvenstvo odigrane protiv Italije, Moro je postigao jedini pogodak na toj utakmici. Na utakmici otvaranja tog natjecanja, Moro je postigao pogodak protiv domaćina Čilea (1:1). Također je bio strijelac u utakmici osmine finala odigrane protiv Njemačke koja je poražena 2:0. Moro je s reprezentacijom ispao u četvrtfinaloj utakmici protiv Malija koja je završila 0:1.
Godine 2016. sudjelovao je sa selekcijom do 19 godina na Europskom prvenstvu. Postigao je pogodak u posljednjoj utakmici grupne faze protiv Engleske od koje je Hrvatska izgubila 2:1. Hrvatska je na tom natjecanju završila zadnja u skupini.
Nastupao je na dvama izdanjima Europskog prvenstva do 21 godine, prvi put 2019., a drugi put 2021. U drugoj utakmici grupne faze potonjeg Europskog prvenstva, Moro je zabio gol Švicarskoj koju je Hrvatska dobila 3:2.
Prvi poziv u A selekciju dobio je 16. kolovoza 2021. i to za kvalifikacijske utakmice za plasman na Svjetsko prvenstvo 2022., protiv Rusije, Slovačke i Slovenije. Za A selekciju debitirao je 29. ožujka 2022. kada je Hrvatska u prijateljskoj utakmici pobijedila Bugarsku 2:1.

## Priznanja

### Klupska
Dinamo Zagreb
- 1. HNL (4): 2015./16., 2017./18., 2018./19., 2019./20.
- Hrvatski nogometni kup (2): 2015./16., 2017./18.
- Hrvatski nogometni superkup (1): 2019.

## Vanjske poveznice
- Profil, Hrvatski nogometni savez
- Profil, Soccerway (engl.)
- Profil, Transfermarkt (engl.)